# Pemphigus mangkamensis
Pemphigus mangkamensis är en insektsart. Pemphigus mangkamensis ingår i släktet Pemphigus och familjen långrörsbladlöss. Inga underarter finns listade i Catalogue of Life.